# رامان راگاو

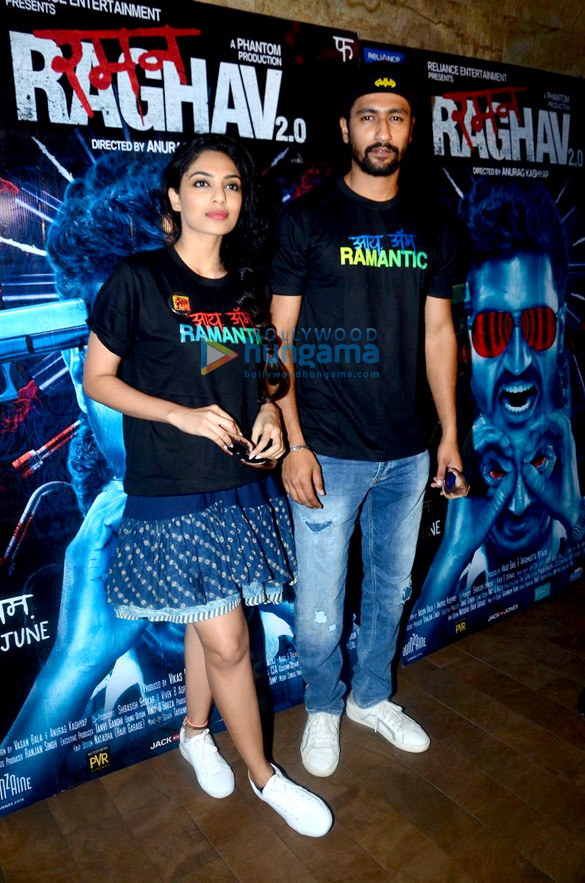
سوبهیتا دولیپالا و ویکی کوشال در اکران ویژه فیلم «رامان راگاو ۲.۰»

رامان راگاو که با نام‌های سندی تالوای، آنا، ثمبی و ولوسوامی نیز شناخته می‌شود، قاتل زنجیره‌ای فعال در اواسط دهه 1960 بود که توسط بسیاری به عنوان جک قصاب هند شناخته می‌شد.   راگاو بیش از سه سال به قتل عام ادامه داد، دور اول قتل‌ها در سال‌های 1965 و 1966 با حمله به 19 نفر و دور دوم قتل ها در سال 1968 اتفاق افتاد. او در 27 سپتامبر توسط پلیس ماهاراشترا دستگیر شد. راگاو به دلیل بیماری روانی از حکم اعدام در امان ماند و در عوض به حبس ابد محکوم شد. او در سال 1995 در حالی که در زندان بود، در بیمارستان درگذشت.